# BLuck
B☆Luck（ビーラック）は、北海道を拠点に活動した男性ローカルアイドルグループである。G.Pプロダクション所属。現在の「EverZOne」の前身にあたる。
「北海道から全国へ」を合言葉に、2004年に札幌のタレント養成所「スクールAP2」でレッスンを受けた6人により「SET6」を結成。同年10月、1名の脱退により「B☆Luck」に改名。2006年2月、2009年1月の2回メンバーの入れ替えが行われ、2011年に新メンバー2人が加入して、「EverZOne」に改名。

## メンバー
- 福田大樹
- 川原圭一朗
- 三田地大輔
- 佐藤大輔
- 浮田啓

## 元メンバー
- 菅野篤海（現 : 篤海）
- 平野広司

## ディスコグラフィー

### シングル
- スマイル
- 夜明けのメロディ
- ハ・ナ・タ・バ～贈るコトバ～
- 夏の笑顔とアイスクリーム
- Magic
- キラクゼイション

### アルバム
- BATTLE～その先にある光～
- 「Re:」
- プチベスト。

## 出演番組

### ラジオ
- B☆LuckのRADIO APPLE（エフエムとよひら）
- DASH 9（AIR-G'）

### 過去のレギュラー出演番組

#### テレビ
- ビーラック!（北海道文化放送）
- ビーラック!+[Plus]（北海道文化放送）
- えき☆スタ発（北海道文化放送）
- ビーラック!（一部番組表では「復活ビーラック!」）（北海道文化放送）

#### ラジオ
- B☆Luckのビーフリーク（HBCラジオ）脚注